# Гершкович, Филипп Моисеевич
Фили́пп Моисе́евич Гершко́вич (нем. Philipp Herschkowitz, 7 сентября 1906, Яссы, Королевство Румыния — 5 января 1989, Вена) — австрийский, румынский и российский композитор, педагог, музыковед, наследник и преемник «новой венской школы».

## Биография
Учился в консерваториях Ясс и Вены, в 1929—1931 гг. был учеником А. Берга, в 1934—1939 гг. — А. Веберна. С присоединением Северной Буковины к СССР в 1940 году переехал в Черновицы, где год проучился в Черновицком музыкальном училище , в 1941—1946 годах был в эвакуации в Ташкенте, с 1946 года — в Москве.
В 1960-х годах читал лекции о нововенцах в Ленинграде, Ереване и Киеве, напечатал в «Учёных записках Тартуского университета» две статьи — о Бахе и Шёнберге. Был официальным учителем и неофициальным наставником представителей творческой молодежи 1960-х гг. от А. Волконского, А. Шнитке, Э. Денисова, С. Губайдулиной, Н. Каретникова, В. Сильвестрова, В. Суслина, Е. Фирсовой, Д. Смирнова, А. Вустина до О. Кагана, Н. Гутман, Э. Вирсаладзе, А. Любимова, В. Дашкевич, М. Пекарского, В. Сойфера, с благодарностью вспоминающих учителя.
В 1987 г. вернулся в Вену.

## Творчество
Неполный список сочинений Филиппа Гершковича:
- 1930 Фуга для камерного оркестра
- 1968 Четыре пьесы для виолончели и фортепиано
- 1969 Четыре пьесы для фортепиано
- 196? Три пьесы для фортепиано
- 196? Три песни на стихи Иона Барбу для голоса и фортепиано
- 196? Четыре песни на стихи Пауля Целана для голоса и камерного оркестра
- 1979 Малая камерная сюита в трёх частях для меццо-сопрано, скрипки, двух альтов, виолончели, двух кларнетов и фортепиано на стихи Ф. Гарсиа Лорки и Р. М. Рильке
- 197? Четыре пьесы для виолончели и фортепиано
- 1983 Мадригалы для голоса и камерного ансамбля на стихи Р. М. Рильке, Ф. Гарсиа Лорки, Г. Апполинера

## Гершкович о музыке
- Гершкович Ф. О музыке. — М., 1991.

## Статьи, опубликованные при жизни Ф. Гершковича
- Гершкович Ф. М. Тональные истоки шенберговской додекафонии // Труды по знаковым системам 6: Уч. зап. Тартуского ун-та. — Тарту, 1973. — Вып. 308. — С. 344–379. Переводы:  (итал.) // Nuova Rivista Musikale Italiana. — 1974. — N. 4. — P. 540–578.;  (болг.) // История на музиката на XX век. — София: Музика, 1986. — С. 109-147.
- Гершкович Ф. М. Об одной инвенции Иоганна Себастьяна Баха (К вопросу о происхождении классической сонатной формы) // Труды по знаковым системам 11: Уч. зап. Тартуского ун-та. — Тарту, 1979. — Вып. 467. — С. 44–70.
- Herschkowitz P. Some Thoughts on Lulu // The International Alban Berg Society, Newsletter No 7. — 1978. — P. 11.